# Bostwick
Bostwick è un comune degli Stati Uniti d'America, situato nello Stato della Georgia, nella contea di Morgan.